# Taurina
A taurina, ou ácido 2-aminoetanossulfónico é um ácido orgânico, contendo enxofre, encontrado na bílis. É um dos aminoácidos não-essenciais mais abundantes do nosso organismo, especialmente no sistema nervoso central, nos músculos esqueléticos, no coração e no cérebro, bem como nos intestinos e ossos esqueléticos. É um aminoácido essencial para os gatos. Age com a glicina e o ácido gama-aminobutírico como um neurotransmissor inibidor. É sintetizado, no fígado e no cérebro, a partir da metionina e cisteína, juntamente com a vitamina B6. É o único ácido sulfónico conhecido a ser produzido por meios naturais.
Atua como emulsionante dos lípidos, no intestino delgado, promovendo a sua absorção intestinal, já que é um dos ácidos mais abundantes da bílis (o ácido quenodesoxicólico). A taurina age ainda como transmissor metabólico e fortalece as contrações cardíacas.
É usada em bebidas energéticas devido ao seu efeito desintoxicador, facilitando a excreção de substâncias que não são mais importantes para o corpo pelo fígado. Intensifica os efeitos da insulina, sendo responsável por um melhor funcionamento do metabolismo de glicose e aminoácidos. Pode aumentar os níveis de hormônios sexuais no organismo.
A taurina não é incorporada em enzimas e proteínas, mas possui um papel importante no metabolismo dos ácidos da bílis.
A taurina pode ser ingerida em conjunto com a cafeína e bebidas energéticas. Segundo um estudo de Mitsutsugu Ono, a presença da taurina pode inibir a produção da enzima creatina quinase (CK) durante o exercício e pode inibir o acúmulo de proteínas plasmáticas em até 24 horas. Com base no estudo de Tatyana Dall' Agnol e Paulo Fernando Araújo de Souza  pode-se inferir que a suplementação com taurina não mostrou resultado ergogênico para a atividade física de maneira estatisticamente observável. 

## Efeitos Antioxidantes
Ainda que o estudo de Mitsutsugu Ono tenha sugerido que a presença da taurina pode neutralizar as concentrações de creatina quinase, que por sua vez é um marcador de lesão muscular, podemos fazer ilações no sentido de que a taurina pode de alguma forma contribuir de maneira oxidante ou na direção da recuperação muscular. Outros estudos também fazem afirmações positivas neste mesmo seguimento:
- De acordo com um estudo de pós-graduação em bioquímca da Universidade Federal do Rio Grande do Sul (UFRGS): A coadministração de creatina e piruvato e de taurina foi eficaz na prevenção das alterações provocadas pela administração de leucina sobre o estresse oxidativo e as enzimas da rede de fosforiltransferência, sugerindo que estes antioxidantes podem ter um papel protetor no cérebro. Rieger, Elenara, 2017

- Bouckenooghe et al., 2006[8]; Cozzi, 1995[9]; Sturman, 1993[10] demonstraram que a taurina possui propriedades antioxidantes e exerce funções citoprotetoras e de vital importância para o organismo.
- Kozumbo et al., 1992[11] afirma que a taurina possui habilidade de neutralizar o ácido hipocloroso (HOCl), um potente oxidante, e formar um composto estável, a taurina-cloramina (TnCl), sendo assim capaz de reduzir o dano ao DNA causado por compostos aromáticos de amina.
- Segundo Kilic et al., 1999[12] e Oliveira et al., 2010  A taurina possui ação antioxidante e de "scavenger" contra a maioria das espécies oxidativas, como ânions superóxidos, óxido nítrico, peroxinitrito, radical peroxil. E também atua na inibição do retorno de macrófagos e neutrófilos durante a Respiratory Burst,

## Outras aplicações na área da saúde
Além de contar com uma vasta gama de referências literárias que corroboram o papel antioxidante da taurina, há também outras aplicações para essa substância:
- A taurina tem sido usada no tratamento de doenças cardiovasculares, hepáticas e neurodegenerativas como a Doença de Alzheimer, Parkinson e Huntington, como afirma o estudo de Sturman, 1993.[10]
- Segundo Chesney, 1988 a taurina também é adicionada a fórmulas alimentícias de bebês prematuros e neonatos mantidos durante muito tempo em nutrição parenteral total